# Ісламабад
Ісламаба́д (урду اسلام آباد, англ. Islamabad) — столиця Пакистану. Зведена у 1960-их роках для перенесення столиці з міста Карачі. Одним із приводів для цього було бажання президента країни Мухаммада Аюб Хана досягнути більш рівномірного розвитку країни. Статус столиці місто отримало у 1966 році.
Місто розташоване біля західних схилів Гімалайських гір, відрізняється більш м'яким кліматом у порівнянні з Карачі, середньомісячними температурами від +14,4 °C до +28,9 °C, середньорічна кількість опадів — 1143 мм.

## Географія міста

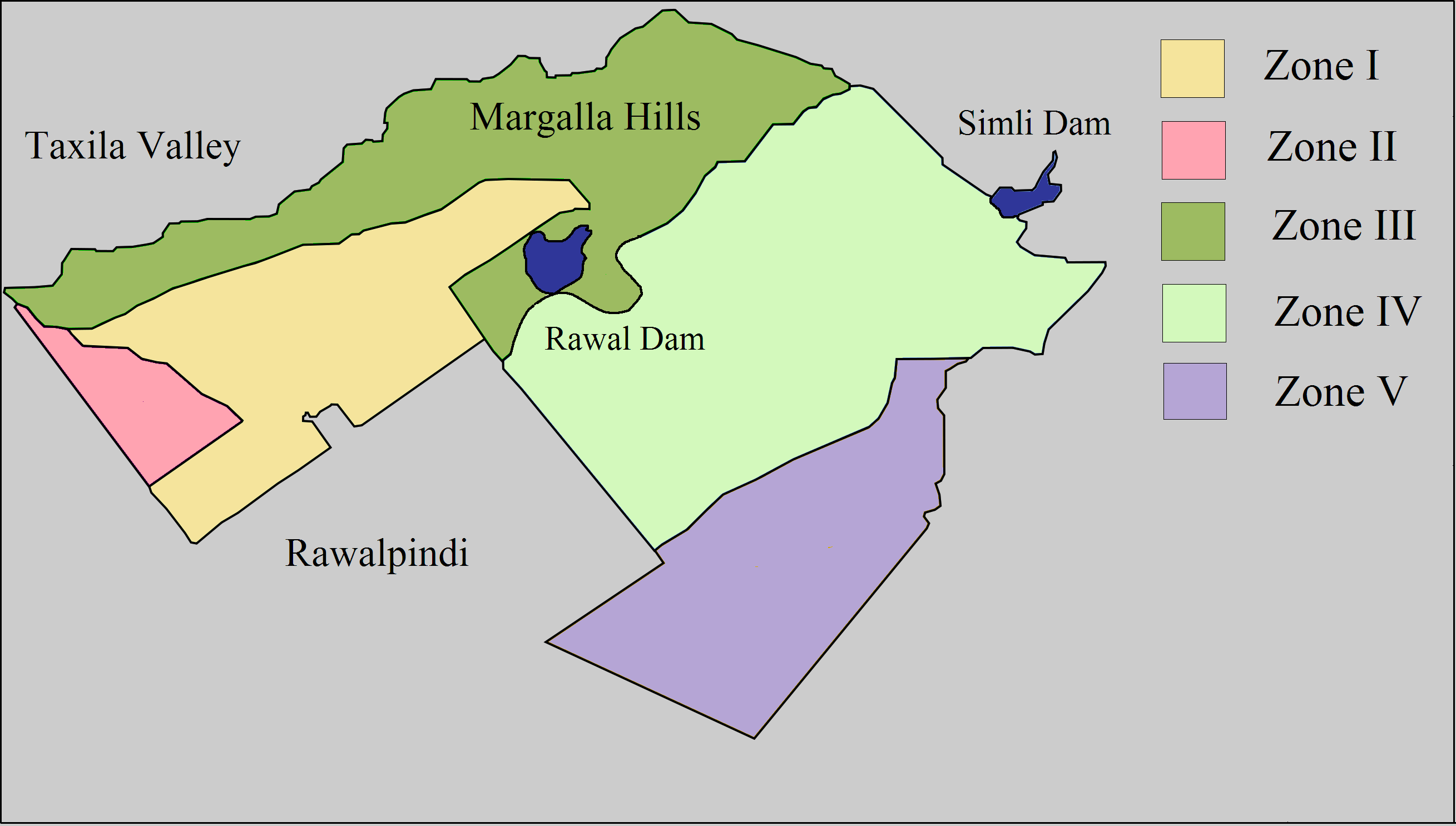
Міські райони

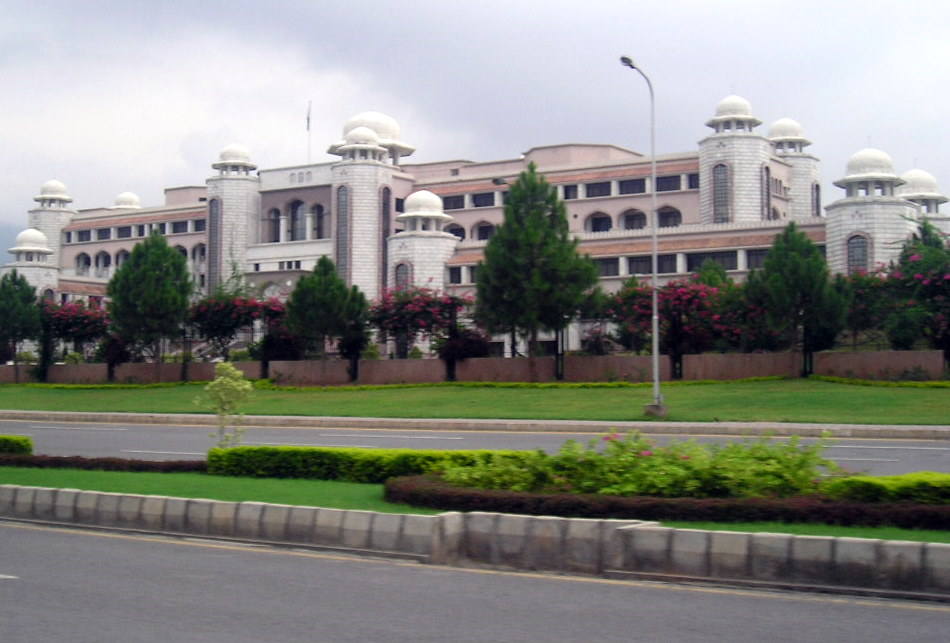
Урядова будівля в Ісламабаді

Столиця Пакистану розташована близ північно-західних околиць Гімалаїв, на Потварському плато, на 500 м над рівнем моря. На північ від Ісламабаду розташований найгірськіший вузол Азії і всього світу, місце перетину хребтів — Гіндукуш, Памір, Каракорум. Гімалаї тягнуться на схід від міста. Західніше Ісламабада протікає Інд. Центр міста розташовується на висоті 507 м над рівнем моря.

## Історія
Долина Інду — один із найдавніших осередків цивілізації на Землі. Ісламабад розташований на північ від головних культурних центрів, тим не менше, люди населяли околиці нинішньої пакистанської столиці з давніх часів. Тут розташований перетин найважливіших торгових шляхів, що зв'язують країни Середньої Азії, Індійського півострова і Тибету.
Настільки вигідне економічне становище досить позитивно позначилося на розвитку міста-суперника Ісламабада — Равалпінді. До появи на карті нинішньої столиці це місто займало домінуючу позицію в регіоні. Звести нове місто було вирішено в 1959 році. Масштабний проєкт був розроблений до 1960 року, під керівництвом грецького архітектора Константіноса Доксіадіса. План реалізовувався рядом як іноземних, так і пакистанських фахівців.
В повній мірі, головним містом країни Ісламабад став лише наприкінці 1960-х років, коли в нове місто з Равалпінді, що грав роль тимчасової столиці були переміщені основні урядові установи. Отримавши статус столиці з моменту народження, Ісламабад швидко розвивається. Високий рівень народжуваності і як наслідок приросту населення поставили перед владою міста ряд проблем. Щоб їх вирішити влада столиці, на даному етапі безуспішно намагається обмежити приплив мігрантів.

## Клімат
Клімат Ісламабада є субтропічним, на який дуже впливають сезонні вітри — мусони, а також передгірне розташування. Ісламабад розташований в зоні помірної вологості, що для Пакистану є рідкістю, багато зон країни страждають від посушливого клімату. За рік у районі столиці випадає до 700 мм опадів. Найтеплішим місяцем в Ісламабаді є червень (а не липень чи серпень). Причиною цього є настання мусону в липні-серпні, коли рясно випадають опади, і середня температура знижується. Середня температура червня складає +31,3 °C. Найхолоднішим місяцем є січень, середня температура якого становить +10,2 °C. Час від часу в зимові місяці трапляються заморозки, хоча і досить рідко. Іноді випадає сніг.
| Клімат (1961–1990)                         | Клімат (1961–1990) | Клімат (1961–1990) | Клімат (1961–1990) | Клімат (1961–1990) | Клімат (1961–1990) | Клімат (1961–1990) | Клімат (1961–1990) | Клімат (1961–1990) | Клімат (1961–1990) | Клімат (1961–1990) | Клімат (1961–1990) | Клімат (1961–1990) | Клімат (1961–1990) |
| Показник                                   | Січ.               | Лют.               | Бер.               | Квіт.              | Трав.              | Черв.              | Лип.               | Серп.              | Вер.               | Жовт.              | Лист.              | Груд.              | Рік                |
| Абсолютний максимум, °C                    | 30,1               | 30,0               | 34,4               | 40,6               | 45,6               | 46,6               | 45,0               | 42,0               | 38,1               | 37,8               | 32,2               | 28,3               |                    |
| Середній максимум, °C                      | 17,7               | 19,1               | 23,9               | 30,1               | 35,3               | 38,7               | 35,0               | 33,4               | 33,5               | 30,9               | 25,4               | 19,7               | 28,6               |
| Середня температура, °C                    | 10,1               | 12,1               | 16,9               | 22,6               | 27,5               | 31,2               | 29,7               | 28,5               | 27,0               | 22,4               | 16,5               | 11,6               | 21,3               |
| Середній мінімум, °C                       | 2,6                | 5,1                | 9,9                | 15,0               | 19,7               | 23,7               | 24,3               | 23,5               | 20,6               | 13,9               | 7,5                | 3,4                | 14,1               |
| Абсолютний мінімум, °C                     | −3,9               | −2                 | −0,3               | 5,1                | 10,5               | 15,0               | 17,8               | 17,0               | 13,3               | 5,7                | −0,6               | −2,8               |                    |
| Середня кількість сонячних годин на місяць | 195,7              | 187,1              | 202,3              | 252,4              | 311,9              | 300,1              | 264,4              | 250,7              | 262,2              | 275,5              | 247,9              | 195,6              |                    |
| Норма опадів, мм                           | 56.1               | 73.5               | 89.8               | 61.8               | 39.2               | 62.2               | 267.0              | 309.9              | 98.2               | 29.3               | 17.8               | 37.3               |                    |
| ------------------------------------------ | ------------------ | ------------------ | ------------------ | ------------------ | ------------------ | ------------------ | ------------------ | ------------------ | ------------------ | ------------------ | ------------------ | ------------------ | ------------------ |
| Джерело: NOAA                              |                    |                    |                    |                    |                    |                    |                    |                    |                    |                    |                    |                    |                    |

Природна рослинність у передмістях має характер пустельних саван (чий, полин, каперс, астрагал). У районі столиці живуть леопарди, дикі барани і козли, перська газель, гієни, шакали, кабани, дикі осли і численні гризуни. Також різноманітний світ птахів (орли, грифи, павичі, папуги). Багато змій.

## Населення
Ісламабад — багатонаціональне місто. Офіційна мова — урду. Вона має велике значення як засіб міжнаціонального спілкування та основа літературної творчості. Поряд з урду, у діловому та освітньому житті столиці поширена англійська. У побуті урду використовується не так широко (рідною її вважають близько 10 % містян). Найпоширеніша панджабі. Це рідна мова для 72 % мешканців Ісламабаду. Друге місце розділяють урду та пушту (по 10 % жителів), на інших мовах розмовляє менше 1 % населення міста.
Так як у Пакистані іслам є державною релігією, переважна кількість жителів Ісламабада (97 %) — мусульмани. З них 74 % — прихильники суннітського напрямку, 20 % шиїти. 3 % відносяться до ахмадитської секти (мусульманська секта, послідовників Мірзи Гулам Ахмада). Християн і індуїстів зовсім небагато — орієнтовно по 1,5 %.

## Культурне значення
Ісламабад із самого початку будувався саме як столиця держави. Тому цікавим є планування міста. В архітектурі Ісламабаду можна відзначити вдале поєднання місцевих традицій з європейською архітектурною школою. Основна частина міста була споруджена в період з 1960 по 1980 роки. Із споруд можна відзначити готель «Шахерезада», Велику мечеть, будинок парламенту. Столиця Пакистану — науково-освітній центр країни. У місті розташована велика Національна Бібліотека, Відкритий університет, університет Каїд-і-Азам, Інститут ісламознавства, всесвітньо відомий Інститут Ядерних Досліджень та Технологій, деякі інші ВНЗ. У місті розташований Пакистанський монумент.
Ісламабад, столиця Пакистану, - жвавий мегаполіс, відомий своїми освітніми, промисловими та економічними центрами. Виступаючи центром комерційної діяльності, Ісламабад забезпечує своїм мешканцям розкішний спосіб життя. Деякі визначні місця в Ісламабаді, які сприяють формуванню його яскравого характеру, перераховані тут.

## Міста-побратими
- Венеція, Італія (1960)
- Анкара, Туреччина (1982)
- Амман, Йорданія (1989)
- Пекін, КНР (1993)
- Сеул, Південна Корея (2008)
- Мадрид, Іспанія (2010)
- Джакарта, Індонезія (2010)